# 瓦萊杜阿納里
9°51′27″S 62°10′29″W / 9.85750°S 62.17472°W
瓦萊杜阿納里（葡萄牙語：Vale do Anari），是巴西的城鎮，位於該國西北部，由朗多尼亞州負責管轄，始建於1994年6月22日，面積3,135平方公里，海拔高度140米，2014年人口10,682，人口密度每平方公里3.41人。